# 丽江木蓝
丽江木蓝（学名：Indigofera balfouriana）为豆科木蓝属下的一个种。

## 扩展阅读
- 維基物種上的相關：丽江木蓝